# Lý Quân Nhuệ
Lý Quân Nhuệ (tiếng Trung: 李昀锐; bính âm: Li Yunrui; sinh ngày 24 tháng 08 năm 1996) là một diễn viên, ca sĩ và cầu thủ bóng rổ cấp 2 quốc gia người Trung Quốc. Lý Quân Nhuệ được biết đến qua các vai diễn trong phim điện ảnh Phong Thần Đệ Nhất Bộ (2023) cùng loạt phim truyền hình Tinh Hà Xán Lạn (2022), Thần Ẩn (2023) và Cửu Trùng Tử (2024).

## Tiểu sử
Lý Quân Nhuệ sinh ra tại thành phố Kinh Môn, tỉnh Hồ Bắc, Trung Quốc. Anh được biết đến với biệt danh "Tiểu Lâm" (小林), xuất phát từ việc bà nội anh từng xem quẻ và nhận thấy ngũ hành của anh thiếu mộc (木). Để cân bằng ngũ hành, gia đình đã đặt cho anh biệt danh "Tiểu Lâm" (小林), trong khi người anh song sinh khác trứng được gọi là "Đại Lâm" (大林).
Lý Quân Nhuệ bắt đầu chơi bóng bàn từ năm năm tuổi và từng giành Huy chương bạc nội dung đôi nam tại Giải bóng bàn thanh thiếu niên tỉnh Hồ Bắc. Từ năm mười tuổi, anh chuyển sang chơi bóng rổ, từng là đội trưởng đội tuyển bóng rổ trung học, và sau đó trở thành vận động viên bóng rổ cấp 2 quốc gia. Nhờ thành tích thể thao, anh được tuyển thẳng vào Đại học Khoa học và Công nghệ Hoa Trung (trường thuộc Dự án 985) với tư cách sinh viên chuyên ngành bóng rổ, và tốt nghiệp ngành Quản lý Công vụ.
Ngoài ra, khi tham gia chương trình thể thao Supernova Games, Lý Quân Nhuệ từng giành Huy chương vàng nội dung nhảy cao với thành tích 1m80, và Huy chương bạc nội dung chạy tiếp sức 150m.
Năm 2015, trường Đại học Khoa học và Công nghệ Hoa Trung tổ chức quay bộ phim tốt nghiệp "Cùng Bạn" (Together). Ngày 29/3, bộ phim chính thức khai máy, Lý Quân Nhuệ đảm nhận vai nam chính. Nhờ vai diễn này, anh chính thức bước vào làng giải trí và trở thành một diễn viên.

## Danh sách phim

### Phim điện ảnh
| Năm  | Tên phim                     | Tên tiếng Trung      | Vai diễn       | Ghi chú                  |
| 2015 | Cùng Bạn                     | 和你在一起           | Hoa Lôi        | Phim tốt nghiệp năm 2015 |
| 2018 | Bếp Của Rồng                 | 龙的厨房             | Chu Tái Hòa    |                          |
| 2018 | Tình cờ                      | 同颜小姐             | Vương Tử Minh  |                          |
| 2021 | Không bao giờ dừng lại       | 超越                 | Ngô Thiên Nhất |                          |
| 2021 | Chỉ cần con sống tốt hơn cha | 只要你过得比我好     | Tiểu Giang     |                          |
| 2023 | Phong Thần Đệ Nhất Bộ        | 封神第一部：朝歌风云 | Ngạc Thuận     |                          |

### Phim truyền hình
| Năm  | Tên phim                       | Tên tiếng Trung   | Vai diễn                      | Ghi chú   |
| 2018 | Thần tượng của tôi             | 恋与偶像          | Đỗ Vương                      | -         |
| 2021 | Mộ Nam Chi                     | 嘉南传            | Khánh An                      | -         |
| 2022 | Dư Sinh Xin Chỉ giáo Nhiều Hơn | 余生，请多指教    | Thiệu Giang                   | Vai phụ   |
| 2022 | Tinh Hà Xán Lạn                | 星汉灿烂·月升沧海 | Viên Thận                     | Vai phụ   |
| 2022 | Bất Cẩn Meow Phải Anh          | 一不小心喵上你    | Trương Hạo                    | -         |
| 2023 | Tây Xuất Ngọc Môn              | 西出玉门          | Cao Thâm                      | Vai phụ   |
| 2023 | Vi Hữu Ám Hương Lai            | 为有暗香来        | Ngũ Sóc Mạc                   | -         |
| 2023 | Thần Ẩn                        | 神隐              | Hồng Dịch                     | Vai phụ   |
| 2024 | Khi Hoa Rừng Nở Rộ             | 山花烂漫时        | Trần Trần                     | Cameo     |
| 2024 | Tạm biệt khoảnh khắc rung động | 再见，怦然心动    | Lục Tinh Diên                 | Vai chính |
| 2024 | Cửu Trùng Tử                   | 九重紫            | Tống Mặc                      | Vai chính |
| 2025 | Gửi bản thân năm 1999          | 致1999年的自己    | Tiêu Hàm                      | Vai chính |
| 2025 | Ngũ Phúc Lâm Môn               | 五福临门          | Cha của 5 cô con gái          | Cameo     |
| TBA  | Hợp Thành Lệnh                 | 合成令            | Lục Nhất Hàng                 | Vai chính |
| TBA  | Yến Ngộ Vĩnh An                | 宴遇永安          | Lâm Yến                       | Vai chính |
| TBA  | Giang Hồ Dạ Vũ Thập Niên Đăng  | 江湖夜雨十年灯    | Mộ Chính Minh, Mộ Chính Dương | Cameo     |
| TBA  | Sống Lại Từ Hồ Băng            | 冰湖重生          | Gia Cát Nguyệt                | Vai chính |
| TBA  | Chói Mắt                       | 耀眼              | Hình Vũ/Võ                    | Vai chính |
| TBA  | Thượng Công Chúa               | 尚公主            | Ngôn Thượng                   | Vai chính |